# گاما مار باریک
گاما مار باریک یک ستاره است که در صورت فلکی مار باریک قرار دارد.